# The ピーズ
Theピーズ （ザ・ピーズ,The Pees）は、1987年に結成した日本のロックバンド。1997年8月の東北ツアーを最後に一旦活動休止し、2002年7月に活動再開した。

## メンバー

### 現在のメンバー
- 大木温之（おおき はるゆき、1965年12月14日 - ）
ボーカル、ベース、ギター担当。
愛称「はる」。千葉県成田市出身。千葉県立佐倉高等学校、駒澤大学卒業。血液型はO型。
元カステラの大木知之（TOMOVSKY）は双子の弟。 バンドTOMOVSKYのベースを2007年7月20日より務めている。[1]
活動休止中は調理師免許を取得し、居酒屋や中華料理店で働いたり、真心ブラザーズのツアーサポートメンバーとして活動していた。
2019年7月18日に公式ブログにて食道がんであることを発表。[2]同年10月18日に手術、10月28日に退院。[3]
2019年11月29日、新宿レッドクロス（紅布）でコゴローズのサポート・メンバーとして復帰。 [4]
以後も「1人ピーズ」「2人ピーズ」「3人ピーズ」「4人ピーズ」としてライブ活動中。

- 安孫子義一（あびこ よしかず、1965年4月17日 - ）
ギターを担当。
愛称「アビさん」。早稲田大学第一文学部卒業。血液型はO型。
自身の結婚により、1996年7月に一度脱退し、2002年7月の活動再開時に復帰。
活動停止中～現在に至るまで、バンド活動と並行して、土木関係の仕事に従事している。
2017年6月9日の日本武道館公演以後は不定期な参加となっているが、2020年1月1日付の公式ブログで「いい曲でいいライブ、出来る限りいっぱいやろう。そうだよ今年は､今年こそ､よろしくお願いします!」と宣言している。[5]Twitterや集合写真等に度々登場する愛犬、チワワのラテちゃんは、ピーズのグッズにもなっている。
- 岡田光史
ベースを担当。
愛称「みったん」。ゴールデンローファーズでは岡田グリーンメン。
2018年12月1日、下北沢BASEMENTBARのライヴより「2人ピーズ」「3人ピーズ」「4人ピーズ」として参加。[6]
- 茂木左
ドラムスを担当。
愛称「茂木ちゃん」。myeahns（マヤーンズ）のメンバー。
2018年12月1日、下北沢BASEMENTBARのライヴより「3人ピーズ」「4人ピーズ」として参加。[6]

### 過去のメンバー
- 後藤升宏 （1987年 - 1989年）
ドラムスを担当。愛称「マスヒロ」。
脱退後、阿修羅、頭脳警察、人間椅子などで活動していた。
- 池田"ウガンダ"崇（1990年 - 1993年、1995年8月 - 10月）
ドラムスを担当。大木の大学時代の後輩で、ドラムス未経験での加入だった。脱退後はJET BOYS、SAMANTHA'S FAVORITE、TWEEZERSなどさまざまなバンドを渡り歩く。2018年現在はTERRY SHIMAMURA GROUP、赤い夕陽で活動中。（元ビジーフォーのウガンダ・トラとは別人）
- 吉田武彦（1995年11月 - 1996年7月）
ドラムスを担当。「Yeah(江戸川橋セッション’96)」で彼のドラムが聴ける。
- 土田小五郎（1996年8月 - 1997年8月）
ギターを担当。ピーズ加入前はえびで活動していた。
脱退後はギャーメランズを結成[いつ?]。同バンド解散後[いつ?]は音楽活動から遠ざかっていたが、2005年に「SKASH」を結成し、音楽活動を再開した。渋谷AXにて行われたTheピーズの20周年記念ライブにも参加。2016年頃より３ピースバンドコゴローズを結成し、はると活動中。
- 石原弘一（1996年8月 - 1996年11月）
ドラムスを担当。愛称「チャーリー」[誰によって?]。
- 吉田明弘（1996年11月 - 1997年8月）
ドラムスを担当。愛称「ヨッちゃん」[誰によって?]。ピーズ加入前はブレッキーズで活動していた。
- 佐藤シンイチロウ（さとう しんいちろう、1964年8月16日 - ）
ドラムスを担当。
愛称「シンちゃん」。茨城県出身。the pillowsの活動と平行して参加していた。
2017年6月9日、日本武道館公演を最後にTheピーズは実質的に脱退。

## 来歴
- 1987年、大木、安孫子、後藤の3人で結成。当時のバンド名は「ジャコフ＆ゲイリーズ」。下北沢屋根裏で初ライブ。のちにTheピーズに改名。
- 1988年、以前からグレイトリッチーズ、ポテトチップス、ディープ&バイツがやっていた“3バカバンドの○○”というライヴ・イベントに、ディープ&バイツのノリオがTheピーズも誘い込み、そのうちレピッシュやアンジー、BUCK-TICK等も参加していた“ポコチンロック”に対抗する様な形で、バカロックと呼ばれた[誰によって?]一つのジャンル及びシーンを形成していった[独自研究?]。
- 1989年10月、ビクターより、シングル「バカになったのに」でデビュー。11月にはファーストアルバム『グレイテストヒッツ VOL.1』『グレイテストヒッツ VOL.2』を2枚同時リリースするが、12月、後藤が脱退し、活動休止に入る。
- 1990年4月、新ドラマーのウガンダが加入。5月には全国ツアーを敢行し、9月に、シングル「いいコになんかなるなよ」と、アルバム『マスカキザル』を同時リリース。この当時、ウガンダのドラムの腕前は完全なる素人で、テンポ取りもまともに出来ない程であった。
- 1992年4月、シングル「やりっぱなしでサイナラだBye Bye」、アルバム『クズんなってGO』を同時リリース。アルバムがオリコン初登場51位を記録。その後、2003年までの11年間、作品がチャートイン[どこ?]することはなかった。
- 1993年、アルバム『とどめをハデにくれ』をリリース。ツアー開始直前にウガンダが脱退。2人で活動を行った。
- 1994年、サポートドラム加入。この頃から活動休止まで頻繁にメンバー交代が行われた。ちなみに現在のドラマーである佐藤もレコーディングに参加していた時期がある。
- 1996年、キングレコードへ移籍。3月にアルバム『どこへも帰らない』をリリース。5月、「底なし」をシングルカット、同年安孫子脱退。
- 1997年、アルバム『リハビリ中断』をリリース。その後のツアー終了後に活動休止した。休止の間、大木は居酒屋の店員をして生計を立てる。
- 1999年、ぢ・大黒堂の楽曲に大木がベーシストとして参加。トータス松本曰く[いつ?][どこ?]「彼にとって久々の音楽活動だったので、ギグケースから出したベースの弦が錆びていた」。
- 2001年、2枚44曲のベストアルバムと全14巻のヒストリービデオをリリース。ベストアルバムの選曲は大木が行う。
- 2002年、ROCK IN JAPAN FESTIVAL2002出演発表により活動再開が決定。7月、大木、安孫子、佐藤の3人による千葉LOOKでのライブをもって正式に活動再開。
- 2003年3月、大木、佐藤、YO-KING（真心ブラザーズ）、奥田民生の4人でイベント出演のためにO.P.KINGを結成。夏[いつ?]までの限定活動を行う。
- 2007年6月9日、ゲストに奥田民生、YO-KING、真鍋吉明、ウルフルケイスケ、トータス松本などを迎え、渋谷AXにて20周年記念ライブを行う。
- 2011年は佐藤がthe pillowsの仕事が忙しい事が理由で、大木のみの「1人ピーズ」や佐藤または安孫子との「2人ピーズ」で活動する事もあった。
- 2012年6月9日に千葉LOOK、23日に日比谷野外音楽堂で25周年記念ライブを行う。また、7年ぶりにフルアルバム『アルキネマ』をリリースした。
- 2016年12月19日、the pillowsの山中さわおのラジオ番組『Are You Ready To Rock』に大木と佐藤が出演した際、2017年6月9日に日本武道館にて30周年記念ライブを行うことを発表した。
- 2017年、フジテレビオンデマンド『PARK』配信予定[いつ?]。
- 2022年現在 The抜きの "ピーズ"として 4人で精力的に活動中。

## ディスコグラフィー

### シングル
|      | 発売日                                                | タイトル                                   | 規格品番  | 収録曲                                                                                             | 備考 |
| ---- | ----------------------------------------------------- | ------------------------------------------ | --------- | -------------------------------------------------------------------------------------------------- | --- |
| 1st  | 1989年10月21日                                        | バカになったのに                           | VDRS-1186 | 1.バカになったのに 2.いちゃつく2人                                                                 | オリコン最高30位、登場回数3回                                                                                      |
| 2nd  | 1990年9月21日                                         | いいコになんかなるなよ                     | VIDL-27   | 1.いいコになんかなるなよ 2.どっかにいこー                                                          | オリコン最高79位                                                                                                   |
| 3rd  | 1992年4月21日                                         | やりっぱなしでサイナラだBye Bye            | VIDL-93   | 1.やりっぱなしでサイナラだBye Bye 2.恋は水色                                                       | オリコン圏外 |
| 4th  | 1996年5月22日                                         | 底なし                                     | KIDS-278  | 1.底なし 2.やっとハッピー 3(bonus track). Yeah(江戸川橋セッション’96)                              | オリコン圏外 |
| 5th  | 2005年5月21日                                         | 耳鳴り -殉職バージョン-                    | TRC-001   | 1.耳鳴り -殉職バージョン-                                                                          | ライブ会場限定発売                                                                                                 |
| 6th  | 2007年2月2日                                          | アル中                                     | TRC-003   | 1.アル中                                                                                           | ライブ会場限定発売                                                                                                 |
| 7th  | 2007年9月26日                                         | 日が暮れても彼女と歩いてた                 | KICM-1218 | 1.日が暮れても彼女と歩いてた(2007 Version) 2.脳ミソ（Live Version） 3. グライダー（Remix Version） | オリコン最高104位                                                                                                  |
| 8th  | 2007年12月15日会場先行発売 2007年12月24日全国発売     | ゲロ犬ボウズ                               | TRC-0004  | 1.ゲロサーフ 2.犬ゾリ 3.リトルボウズ                                                               | ライブ会場、TOWER RECORDS限定発売                                                                                  |
| 9th  | 2008年5月4日会場先行発売 2008年8月13日全国発売        | 3連ノリタね(正式表記では「ね」に○)         | TRC-0005  | 1.3連休 2.ノンリタイヤ 3.でいーね                                                                  | ライブ会場、TOWER RECORDS限定発売                                                                                  |
| 10th | 2009年5月18日公式通販先行発売 2009年6月3日全国発売    | '09初夏盤                                  | TRC-0006  | 1.ロンパリンラビン 2.絵描き 3.終便 4.初夏レゲ                                                      | オリコン最高145位                                                                                                  |
| 11th | 2010年3月4日                                          | 一人ピーズ〜平成22年前橋coolfool正月にて〜 | TRC-0008  | 約80分弾き語り                                                                                     | ライブ会場、通信販売限定発売                                                                                       |
| 12th | 2010年5月4日                                          | 44-5（しじゅうしご）盤                     | TRC-0009  | 1.雨のうた 2.脳ミソに愛を 3.道草くん 4.フンダカ                                                    | ライブ会場、通信販売限定発売                                                                                       |
| 13th | 2011年1月9日                                          | バカのしびれ                               | TRC-0012  | 1.バカのしびれ 2.ハゲ出し 3.霧の中                                                                 | ライブ会場、通信販売限定発売                                                                                       |
| 14th | 2011年8月2日                                          | 真空管トロピカル                           | TRC-0013  | 1.真空管 2.トロピカル                                                                              | ライブ会場、通信販売限定発売                                                                                       |
| 15th | 2014年5月24日                                         | 赤羽48                                     | TRC-0021  | 1.シャッター通り 2.テロメタン 3.温霧島（黒霧さらば中にて） 4.サゲちん                              | ライブ会場、通信販売限定発売                                                                                       |
| 16th | 2014年11月3日                                         | ‘14晩秋盤「アラフィフ記念」                | TRC-0022  | 1.クリスマスに帰る 2.血の丸 3.ガケの上                                                             | ライブ会場、通信販売限定発売                                                                                       |
| 17th | 2015年10月18日                                        | 2015盤！                                   | TRC-0025  | 1.キャロ 2.羊狩り 3.グラズラ 4.夏の湖の                                                            | ライブ会場、通信販売限定発売                                                                                       |
| 18th | 2017年6月7日                                          | 異国のブラボー                             | TRC-0031  | 1.異国の扉 2.ブラボー 3.キャロC                                                                    | たまロカ通販、一人ピーズライブ会場での販売及び配信                                                                 |
| 19th | 2019年10月27日公式通販先行発売 2019年12月18日一般発売 | Summer Session 2019                        | TRC-0035  | 1.フォーリン 2.プリリヤン 3.パーリー 4.氷屋マイド                                                  | 公式通販などでタイトルは「Summer Sessions2019」となっているが、ジャケットでは「Summer Session 2019」となっている。 |

### アルバム
|      | 発売日                                                                               | タイトル                   | 規格品番                                                            | 収録曲 | 備考                          |
| ---- | ------------------------------------------------------------------------------------ | -------------------------- | ------------------------------------------------------------------- | --- | ----------------------------- |
| 1st  | 1989年11月21日 2004年09月22日(期間限定特別価格盤) 2012年06月23日(タワーレコード限定) | グレイテスト・ヒッツ VOL.1 | VDRY-25501 VICL-41162:期間限定特別価格盤 NCS-831:タワーレコード限定 | 1.全部あとまわし 2.とりあえずここはいい気持ち 3.いちゃつく2人 4.もっともっと 5.ブリーチ 6.気ばらしのバット 7.中国たばこ 8.タクシー 9.汗まみれ 10.悪魔の渋谷 11.カリスマきどりだBaby 12.しげき的な日々 13.ブスだからいーや 14.あるいた 15.エッチ 16.バカになったのに                                                                   | オリコン最高28位              |
| 2nd  | 1989年11月21日 2004年09月22日(期間限定特別価格盤) 2012年06月23日(タワーレコード限定) | グレイテスト・ヒッツ VOL.2 | VDRY-25502 VICL-41163:期間限定特別価格盤 NCS-832:タワーレコード限定 | 1.肉のうた 2.デブジャージ 3.NTT 4.パープー 5.バイブレーター 6.いーじゃん 7.このままでいよう 8.世紀末のうた 9.夢のリーゼント 10.そばにいたい 11.1等賞 12.かまわない 13.なっとーばかりくっててもいーのか 14.Yeah 15.カラーゲ 16.階段 | オリコン最高30位              |
| 3rd  | 1990年9月21日 2004年09月22日(期間限定特別価格盤) 2012年06月23日(タワーレコード限定)  | マスカキザル               | VICL-2010 VICL-41164:期間限定特別価格盤 NCS-833:タワーレコード限定  | 1.いいコになんかなるなよ 2.どっかにいこー 3.けばみ 4.やったなんて 5.マスカキザル 6.オナニー禁止令 7.Telしてこい 8.ぼけつ 9.いんらんBaby 10.バイ菌マン | オリコン最高28位、登場回数3回 |
| 4th  | 1992年4月21日 2004年09月22日(期間限定特別価格盤) 2012年06月23日(タワーレコード限定)  | クズんなってGO             | VICL-5125 VICL-41165:期間限定特別価格盤 NCS-834:タワーレコード限定  | 1.ふぬけた 2.ラブホ 3.電車でおでかけ 4.手を出せ 5.あの女 6.やりっぱなしでサイナラだBye Bye 7.クズんなってGO 8.まわりはついている 9.便所モンキー 10.ニューマシン 11.君は僕を好きかい 12.まったくたのしいぜGO GO 13.平和 | オリコン最高51位              |
| 5th  | 1993年7月21日 2004年09月22日(期間限定特別価格盤) 2012年06月23日(タワーレコード限定)  | とどめをハデにくれ         | VICL-422 VICL-41166:期間限定特別価格盤 NCS-835:タワーレコード限定   | 1.映画（ゴム焼き） 2.好きなコはできた 3.日が暮れても彼女と歩いてた 4.みじかい夏は終わっただよ 5.今度はオレらの番さ 6.井戸掘り 7.手おくれか 8.日本酒を飲んでいる 9.シニタイヤツハシネ-born to die | オリコン圏外                  |
| 6th  | 1996年3月23日                                                                        | どこへも帰らない           | KICS-533                                                            | 1.脳ミソ 2.底なし 3.どこへも帰らない 4.ザーメン 5.とどめをハデにくれ 6.負け犬 7.Hey君になにをあげよー 8.Get Back アブ 9.何も憶えてねー 10.やっとハッピー 11.じゃますんなボケ（何様ランド） 12.ハニー | オリコン圏外                  |
| 7th  | 1997年5月3日                                                                         | リハビリ中断               | KICS-613                                                            | 1.線香花火大会 2.鉄道6号 3.実験4号 4.植物きどりか 5.ハトポッポ 6.ドロ舟 7.月面の主 8.赤羽ドリーミン（まだ目は醒めた） 9.見切り発車 10.反応ゼロ | オリコン圏外                  |
| 8th  | 2003年2月5日                                                                         | Theピーズ                  | KICS-991                                                            | 1.生きのばし 2.ゴーラン 3.ブリロー 4.サイナラ 5.ひとりくらいは 6.バースデー 7.無力 8.ヒッピー 9.ギャンブル 10.使いのこし 11.喰えそーもねー 12.グライダー | オリコン最高36位、登場回数4回 |
| 9th  | 2004年3月3日                                                                         | アンチグライダー           | KICS-1067                                                           | 1.バーゲン 2.ギア 3.Mr.カウパァ 4.残念賞 5.ブロイラー 6.妄想パーティー 7.ウチ帰れ 8.全速力で遠回し 9.眠る前に一発 10.脱線 | オリコン最高52位              |
| 10th | 2005年11月2日                                                                        | 赤羽39                     | KICS-1189                                                           | 1.体にやさしいパンク 2.ノロマが走ってく 3.リサイクリン 4.東の窓 5.生きてれば 6.焼めし 7.クリスマス 8.グッタリしたいぜ 9.風の夜 10.40 11.耳鳴り 12.サマー記念日 | オリコン最高71位              |
| 11th | 2012年6月9日                                                                         | アルキネマ                 | TRC-0017                                                            | 1.3度目のキネマ 2.アル中 3.絵描き 4.脳ミソに愛を 5.トロピカル（REMIX VERSION） 6.道草くん（REMIX VERSION） 7.ノンリタイア 8.リトルボウズ 9.幸せなボクら 10.ロンパリンラビン 11.でいーね 12.ゲロサーフ 13.雨の歌 14.3連休 15.霧の中（REMIX VERSION） 16.バカのしびれ 17.犬ゾリ（REMIX VERSION） 18.真空管（REMIX VERSION） 19.初夏レゲ | オリコン最高40位、登場回数3回 |

#### ベストアルバム
|     | 発売日        | タイトル                                    | 規格品番  | 収録曲 | 備考         |
| --- | ------------- | ------------------------------------------- | --------- | --- | ------------ |
| 1st | 2001年1月10日 | ブッチーメリー 1989‐1997 SELECTION SIDE A   | KICS-783  | 1.やりっぱなしでサイナラだBye Bye 2.いいコになんかなるなよ 3.エッチ 4.Yeah（江戸川橋セッション） 5.クズんなってGO 6.ザーメン 7.便所モンキー 8.やっとハッピー（REMIX VERSION） 9.このままでいよう 10.いんらんBaby 11.日本酒を飲んでいる 12.ハトポッポ 13.Hey君に何をあげよー 14.鉄道6号 15.負け犬 16.ふぬけた 17.ブリーチ 18.底なし 19.赤羽ドリーミン（まだ目は醒めた） 20.ドロ舟 21.手を出せ 22.日が暮れても彼女と歩いてた（LIVE AT ON AIR 1993） 23.バカになったのに（UNRELEASED STUDIO SESSION） | オリコン圏外 |
| 2nd | 2001年1月10日 | ブッチーメリー 1989‐1997 SELECTION SIDE B   | KICS-784  | 1.脳ミソ 2.ニューマシン 3.とりあえずここはいい気持ち 4.やったなんて 5.肉のうた（UNRELEASED STUDIO SESSION） 6.ラブホ 7.ハニー 8.階段 9.マスカキザル 10.線香花火大会 11.恋は水色 12.バイブレーター 13.植物きどりか 14.どっかにいこー（LIVE AT ON AIR 1992） 15.実験4号 16.見切り発車 17.何様ランド（REMIX VERSION） 18.とどめをハデにくれ 19.シニタイヤツハシネ-born to die 20.君は僕を好きかい 21.月面の主                                                                                         | オリコン圏外 |
| 3rd | 2017年6月7日  | ブッチーメリー SIDE C (2003-2005 selection) | KICS-3500 | 1.ゴーラン 2.耳鳴り 3.脱線 4.体にやさしいパンク 5.残念賞 6.ノロマが走っていく 7.サイナラ 8.眠る前に一発 9.ひとりくらいは 10.グライダー 11.ギア 12.喰えそーもねー 13.焼めし 14.ヒッピー 15.サマー記念日 16.生きのばし 17.リサイクリン 18.全速力で遠回し 19.クリスマス 20.東の窓 21.生きのばし2017(2017大久保Freedom session) |              |

#### その他
| 発売日         | タイトル                                                        | 規格品番                   | 備考                                                                                                 |
| -------------- | --------------------------------------------------------------- | -------------------------- | --- |
| 2003年7月30日  | O.P.KING                                                        | KICS-1027 SECL-14 KSCL-613 | 2曲目の「ミサイル畑で雇われて」はピーズのライブでも演奏される。                                      |
| 2003年8月27日  | CAROL TRIBUTE                                                   | UPCH-1276                  | CAROLのトリビュートアルバム。AKIMA & Theピーズ名義で「ラスト・チャンス」をカバー。                   |
| 2004年9月16日  | SYNCHRONIZED ROCKERS                                            | KICS-1103                  | the pillowsのトリビュートアルバム。Theピーズ with クハラカズユキ名義で「巴里の女性マリー」をカバー。 |
| 2005年03月04日 | GALACTiKA 11                                                    | DGM-1011                   | DVD                                                                                                  |
| 2007年10月24日 | 奥田民生・カバーズ                                              | SECL-563                   | 奥田民生のトリビュートアルバム。「MOTHER」をカバー。                                                 |
| 2007年11月08日 | ハンマーソングス〜SPEEDSTAR RECORDS 15th ANNIV.COMPILATION〜    | VICL-62570                 | 「クズんなってGO」収録                                                                               |
| 2008年9月24日  | Sirius〜Tribute to UEDA GEN〜                                   | VICL-62999                 | 上田現のトリビュートアルバム。TOMOVSKYと共に「ドライブ」をカバー。                                   |
| 2010年09月08日 | モテキ的音楽のススメ 中柴いつか 小宮山夏樹盤                    | NFCD-27286                 | 「好きなコはできた」収録                                                                             |
| 2011年02月16日 | Born in The '60s                                                | AVBD-91817                 | 「とどめをハデにくれ」「実験4号」「焼きめし」収録                                                    |
| 2012年04月11日 | the pillows presents Born in The '60s 2011.10.09 at Zepp Sendai | AVBD-91903                 | 「真空管」「赤羽ドリーミン」「でいーね」収録                                                         |
| 2014年10月22日 | I LOVE FC MORE THAN EVER                                        | AICL-2751                  | フラワーカンパニーズのトリビュートアルバム。TOMOVSKYと共に「煮込んでロック」をカバー。               |

### デモテープ
- レッツゴー3匹！B面の魔力…… （1988年）
「チキチキバンバン」収録。
- やれやれ （1988年）
「エッチ」「中国たばこ」収録。
- ピクニック （1989年2月）
16曲収録、400円。アマチュア時代最後のテープ。

### VHS
| 発売日         | タイトル             | 規格品番  | 備考 |
| -------------- | -------------------- | --------- | ---- |
| 1991年12月16日 | Live Video 常盤座    | VIVL-570  |      |
| 2001年4月27日  | Theピーズ Video (1)  | BZVM-1001 |      |
| 2001年5月25日  | Theピーズ Video (2)  | BZVM-1002 |      |
| 2001年6月29日  | Theピーズ Video (3)  | BZVM-1003 |      |
| 2001年8月1日   | Live Video 常盤座    | KIVM-268  |      |
| 2001年8月31日  | Theピーズ Video (4)  | BZVM-1004 |      |
| 2001年10月26日 | Theピーズ Video (5)  | BZVM-1005 |      |
| 2001年11月30日 | Theピーズ Video (6)  | BZVM-1006 |      |
| 2001年12月28日 | Theピーズ Video (7)  | BZVM-1007 |      |
| 2002年1月25日  | Theピーズ Video (8)  | BZVM-1008 |      |
| 2002年2月28日  | Theピーズ Video (9)  | BZVM-1009 |      |
| 2002年3月29日  | Theピーズ Video (10) | BZVM-1010 |      |
| 2002年4月26日  | Theピーズ Video (11) | BZVM-1011 |      |
| 2002年5月31日  | Theピーズ Video (12) | BZVM-1012 |      |
| 2002年6月28日  | Theピーズ Video (13) | BZVM-1013 |      |
| 2002年7月26日  | Theピーズ Video (14) | BZVM-1014 |      |

### DVD
| 発売日                                                | タイトル                                   | 規格品番 | 備考                                                  |
| ----------------------------------------------------- | ------------------------------------------ | -------- | ----------------------------------------------------- |
| 2001年8月1日                                          | Live Video 常盤座                          | KIBM-23  | オリコン圏外                                          |
| 2004年9月23日                                         | Theピーズ in HIBIYA                        | KIBM-72  | オリコン最高180位                                     |
| 2006年5月27日                                         | 男40記念                                   | TRC-002  | オリコン圏外                                          |
| 2007年6月6日                                          | HIBIYA-REVENGE                             | KIBM-137 | オリコン最高132位                                     |
| 2009年10月4日                                         | OFFICIAL BOOTLEG (1)                       | TRC-0007 |                                                       |
| 2010年8月13日                                         | 一人ピーズ+二人ピーズ                      | TRC-0010 |                                                       |
| 2010年11月20日                                        | OFFICIAL BOOTLEG (2)                       | TRC-0011 |                                                       |
| 2011年9月18日                                         | ヨサホイフォーエバー                       | TRC-0014 |                                                       |
| 2012年1月28日                                         | OFFICIAL BOOTLEG (3)                       | TRC-0015 |                                                       |
| 2012年7月4日                                          | Theピーズ20周年ライブ at SHIBUYA-AX        | TRC-0016 | オリコン最高27位、登場回数回                          |
| 2012年12月12日                                        | OFFICIAL BOOTLEG (4)                       | TRC-0018 |                                                       |
| 2012年12月12日                                        | Theピーズ 25周年野音                       | TRC-0019 | オリコン最高210位                                     |
| 2013年10月12日                                        | Theピーズ ONE MAN TOUR the2012秋巡業       | TRC-0020 |                                                       |
| 2015年2月21日                                         | OFFICIAL BOOTLEG (5)                       | TRC-0023 |                                                       |
| 2015年10月18日                                        | Mr.真空管半世紀記念DVD                     | TRC-0024 |                                                       |
| 2016年4月29日                                         | OFFICIAL BOOTLEG (6)                       | TRC-0026 |                                                       |
| 2016年6月9日                                          | OFFICIAL BOOTLEG (7)                       | TRC-0027 |                                                       |
| 2016年12月14日                                        | 大木兄弟【生誕50周年】特別記念LIVE！       | TRC-0028 |                                                       |
| 2017年1月8日                                          | OFFICIAL BOOTLEG (8)                       | TRC-0029 |                                                       |
| 2017年1月8日                                          | OFFICIAL BOOTLEG (9)                       | TRC-0030 |                                                       |
| 2019年10月27日公式通販先行発売 2019年12月18日一般発売 | 32周年ワンマン 1人ピーズ in 上野水上音楽堂 | TRC-0034 |                                                       |
| 2020年12月14日発売                                    | 大木兄弟 in 服部緑地 2020                  | TRC-0037 | 2020年10月31日オトダマミニ@服部緑地野外音楽堂のライヴ |

### 未発表曲
- チキチキバンバン
- クイカイマニマニ
- ヒコーキ
- 酒屋のbaby （「ニューマシン」の原曲）
- ジョニー
- チムチムチェリー
- アナルため息(大木がピーズ結成前にソロで作ったインスト曲。)

他多数。

## ミュージックビデオ
| 監督                   | 曲名                                                                          |
| 浅川英郎               | 「サマー記念日」                                                              |
| 浅川英郎 with Pete 311 | 「焼めし」                                                                    |
| HIRO ITOH              | 「いいコになんかなるなよ」                                                    |
| 柿史郎                 | 「サイナラ」                                                                  |
| 木村真生               | 「3度目のキネマ」「絵描き」「日が暮れても彼女と歩いてた」「脳ミソに愛を」     |
| PANDALIRA              | 「ギア」                                                                      |
| 不明                   | 「バカになったのに」「実験4号」「底なし」「底なし (NEW VERSION)」「肉のうた」 |

## タイアップ一覧
映画『逃亡くそたわけ 21歳の夏』の挿入歌に使用された楽曲は、『逃亡くそたわけ』を参照。
| 起用年 | 曲名                                     | タイアップ                                                      |
| ------ | ---------------------------------------- | --------------------------------------------------------------- |
| 1996年 | 底なし                                   | テレビ朝日系『あなあきロンドンブーツ』エンディングテーマ        |
| 2003年 | サイナラ                                 | テレビ朝日系『ぷらちなロンドンブーツHIGH↑』エンディングテーマ   |
| 2007年 | 日が暮れても彼女と歩いてた(2007 Version) | シネハウス配給映画『逃亡くそたわけ 21歳の夏』主題歌             |
| 2007年 | 月面の主                                 | シネハウス配給映画『逃亡くそたわけ 21歳の夏』エンディングテーマ |
| 2008年 | ノロマが走っていく                       | アルゴ・ピクチャーズ配給映画『バカバカンス』主題歌              |

## 主なライブ

### ワンマンライブ・主催イベント
- 1996年 - The ピーズ・ツアー
- 2003年 - ONE MAN LIVE2003
- 2003年〜2004年 - ONE MAN LIVE 2003→2004
- 2004年 - ONE MAN LIVE2004
- 2005年 - ONE MAN LIVE2005
- 2005年〜2006年 - ONE MAN LIVE2005−2006「男40記念」
- 2006年 - ONE MAN LIVE日比谷野外音楽堂
- 2007年 - ONE MAN LIVE2007
- 2007年 - 20周年記念LIVE 渋谷AX
- 2007年 - 晩秋シリーズ
- 2007年 - ONE MAN LIVE2007「冬」
- 2008年 - ONE MAN LIVE2008
- 2008年 - ONE MAN LIVE2008「冬」
- 2009年 - ONE MAN LIVE2009〜DVD[OFFICIAL BOOTLEG1]発売
- 2010年 - ONE MAN LIVE2010「春」
- 2011年01月09日〜01月22日 - Theピーズ 新春ワンマン東名阪仙2011
- 2011年03月27日 - theピーズ 夜桜ワンマン〜港編〜
- 2011年05月03日〜05月15日 - Theピーズ 初夏シリーズ2011
- 2011年10月29日 - Theピーズ ワンマンライブ 三度目のキネマ
- 2011年11月03日〜11月26日 - Theピーズ 晩秋シリーズ2011
- 2012年02月04日〜03月17日 - Theピーズ 祝4半世紀♡春ラッシュ 2012!
- 2012年06月09日 - 25周年!千葉!
- 2012年06月23日 - 25周年野音
- 2012年10月06日〜11月17日 - the2012秋巡業ぐるぐるニッポン夕焼け列島ハゲ出しの十番勝負、沖縄付き!
- 2013年04月13日〜05月26日 - The年男達(48)の初夏
- 2013年10月12日〜10月26日 - Theピーズ 2013The年男逹(48)の秋 〜ヘビよさらば→還暦ロックへ♪ま〜た～ね〜
- 2014年05月06日〜06月15日 - Theピーズ、ワンマンツアー「2014初夏シリーズ 先輩佐藤50前!」
- 2014年11月03日〜11月24日 - 晩秋シリーズ2014
- 2015年02月21日 - 男49フィフ秒読み前! 二月のワンマン
- 2015年04月17日〜05月16日 - ONEMAN LIVE2015「Mr真空管半世紀記念」
- 2015年06月09日 - Theピーズ28周年ライブ
- 2015年10月18日〜11月21日 - 晩秋シリーズ2015
- 2016年01月10日〜02月07日 - 2016新春シリーズいらしゃいよろしくさるモンキー♪♪♪
- 2016年05月03日〜06月26日 - 29周年東阪福ワンマン「2016初夏肉周年シリーズ」

### 出演イベント
- 1988年12月31日 - NEW YEAR ROCK FESTIVAL 日本における 実力と 才能と すぐれた人間性とを持ち合わせた 最も要領の悪いアーティストの集会 16th 1988-1989
- 1989年08月20日 - Rock'n Roll Olympic 1989
- 1990年12月31日 - NEW YEAR ROCK FESTIVAL ☆正直者は バカを→→→→→→→見ない☆ 18th 1990-1991
- 1991年08月18日 - Rock'n Roll Olympic 1991
- 1991年12月31日 - NEW YEAR ROCK FESTIVAL ROCKヲ捨ててブタなんか 撃つ気にもなれねえよ!! 19th 1991-1992
- 1992年12月31日 - NEW YEAR ROCK FESTIVAL 20周年記念!! E PARCEQUE!<それがどうした> 20th 1992-1993
- 2002年08月10日 - ROCK IN JAPAN FESTIVAL 2002
- 2002年10月19日 - MINAMI WHEEL 2002
- 2003年05月10日 - JAPAN CIRCUIT -Vol.12-
- 2003年07月11日 - スペースシャワー列伝 第28巻 〜夏企画 男吼(おとこなき)の宴〜
- 2003年08月03日 - ROCK IN JAPAN FESTIVAL 2003
- 2003年08月31日 - RUSH BALL 2003
- 2003年09月07日 - ARABAKI ROCK FEST.09072003
- 2003年09月15日 - RADIO BERRY ベリテンライブ2003
- 2004年08月26日 - ロックロックこんにちは! Version8 他動発散 聴動開心
- 2004年10月09日 - GOING TO ARABAKI ROCK FEST.2005 荒吐宵祭
- 2004年12月30日 - COUNTDOWN JAPAN 04/05
- 2005年04月29日 - ARABAKI ROCK FEST.04292005
- 2005年08月07日 - ROCK IN JAPAN FESTIVAL 2005
- 2005年08月20日 - RISING SUN ROCK FESTIVAL 2005 in EZO
- 2005年08月23日 - VINTAGE ROCK presents VINTAGE 2005
- 2005年08月27日 - ロックロックこんにちは! Ver.Episode-Q
- 2005年12月29日 - COUNTDOWN JAPAN 05/06
- 2006年04月29日 - ARABAKI ROCK FEST.06
- 2006年07月29日 - AOMORI ROCK FESTIVAL '06 〜夏の魔物〜
- 2006年08月06日 - ROCK IN JAPAN FESTIVAL 2006
- 2006年08月13日 - OTODAMA'06 〜音泉魂〜
- 2006年12月29日 - COUNTDOWN JAPAN 06/07
- 2007年03月24日・25日 - 怒髪天 presents デリバリー ブラッサム"熱血!九州便"
- 2007年04月22日 - THE BACK HORN「KYO-MEI対バンツアー」〜共に鳴らす夜〜
- 2007年04月29日 - ARABAKI ROCK FEST.07
- 2007年08月05日 - ROCK IN JAPAN FESTIVAL 2007
- 2007年08月25日 - OTODAMA'07 〜音泉魂〜
- 2007年11月13日 - DOUBLEHEADER @ZEPP LEAGUE
- 2007年12月28日 - COUNTDOWN JAPAN 07/08
- 2008年04月19日 - 怒髪天 トーキョーブラッサムスペシャル"男盛ノ花盛 in 野音"
- 2008年04月26日 - ARABAKI ROCK FEST.08
- 2009年03月14日 - フラワーカンパニーズ×ピーズ ヨサホイツアー
- 2009年04月19日 - CAPITAL RADIO'09 〜DAY2〜
- 2009年04月26日 - ARABAKI ROCK FEST.09
- 2009年05月05日 - 想う壺音泉! 〜OTODAMA'09 掛け湯編〜
- 2009年06月24日 - the pillows 20th Anniversary LATE BLOOMER SERIES 04 "SYNCHRONIZED TOUR"
- 2009年08月02日 - ROCK IN JAPAN FESTIVAL 2009
- 2009年09月05日 - OTODAMA'09 〜音泉魂〜
- 2009年12月12日 - フラワーカンパニーズ シリーズ・人間の爆発2009末
- 2010年05月02日 - ARABAKI ROCK FEST.10
- 2010年06月20日 - CAPITAL RADIO '10 in OSAKA
- 2010年08月13日 - RISING SUN ROCK FESTIVAL 2010 in EZO
- 2010年09月04日 - OTODAMA'10 〜音泉魂〜
- 2010年09月25日 - ガガガSP 長田大行進曲
- 2010年09月27日〜10月10日 - the pillows presents "Born in The '60s Tour"
- 2010年12月27日 - SPC presents 〜bootleg theater vol.4〜Friends Forever
- 2010年12月29日 - COUNTDOWN JAPAN 10/11
- 2011年02月11日・02月28日 - CRACK The MARIAN OVER 40's TEDDY BOY TOUR
- 2011年04月23日 - MUSIC DISTRIBUTION for SENDAI
- 2011年07月23日 - MOGAMI ROCK FESTIVAL'11
- 2011年08月20日 - Re:mix 2011
- 2011年08月27日 - ARABAKI ROCK FEST.11
- 2011年09月25日 - ガガガSP 長田大行進曲 2011
- 2012年04月28日 - ARABAKI ROCK FEST.12
- 2012年05月05日 - COMIN'KOBE12
- 2012年08月04日 - 夏のVIVA YOUNG! 5DAYS!! 2012 「ROCK' IN SKANKIN' JAPAN」
- 2012年08月11日 - RISING SUN ROCK FESTIVAL 2012 in EZO
- 2012年09月09日 - OTODAMA'11-'12 〜音泉魂〜
- 2012年12月14日 - 大木兄弟生誕47周年記念(「2人ピーズ」名義)
- 2013年01月20日 - JUNGLE☆LIFE presents"生きのば新春パーティー"
- 2013年03月19日 - TOKYO NIGHT SHOW
- 2013年04月07日 - CAPITAL RADIO '13
- 2013年04月28日 - ARABAKI ROCK FEST.13
- 2013年07月15日 - Shibuya CLUB QUATTRO 25th Anniversary "QUATTRO QUARTER"
- 2013年09月01日 - the pillows presents "Born in The '60s 2013"
- 2013年09月21日 - フラワーカンパニーズ presents「DRAGON DELUXE 2013」
- 2013年10月05日 - MEGA☆ROCKS 2013
- 2013年12月22日 - noodles presents "OFF THE WALL vol.14 in SENDAI"
- 2013年12月24日 - 大木兄弟生誕48周年記念
- 2014年02月08日 - 中年だらけのバレンタイン☆チョコレートより若さが欲しいよ
- 2014年02月09日 - CAPITAL RADIO '14 きさらぎ編
- 2014年02月23日 - ワタナベマモル生誕50周年&「マディーウォーター」発売ツアー
- 2014年03月01日・02日 - Different Strokes
- 2014年04月27日 - ARABAKI ROCK FEST.14
- 2014年05月08日 - ThAnX! AX! Clim-AX!
- 2014年08月10日 - ROCK IN JAPAN FESTIVAL 2014
- 2014年09月06日 - OTODAMA'14 〜音泉魂〜
- 2014年12月14日 - Que20th記念『OPEATION MAGOKORO』 大木兄弟49周年記念
- 2015年04月26日 - ARABAKI ROCK FEST.15
- 2015年04月28日 - KYOTO MUSE 25th ANNIVERSARY "25SOULS"
- 2015年06月28日 - MANGADORON×M☆N☆T「手遅れの風景」(「一人ピーズ」名義で出演)
- 2015年07月19日 - CLUB Que夏ノ陣 VSシリーズ vol.8 〜RETURN TO NATURAL〜
- 2015年09月18日 - New Acoustic Camp 2016(「一人ピーズ」名義で出演)
- 2015年10月24日 - CAPITAL RADIO '15〜ゆめ半島千葉ナイト〜
- 2015年12月23日 - えびすロックフェスティバル'15
- 2016年01月23日 - 忘れらんねえよ ツレ伝ツアー2016
- 2016年04月29日 - ARABAKI ROCK FEST.16
- 2016年05月05日 - 宮下俊平 生誕40周年記念祭
- 2016年05月14日 - 【50Kinds of Rock Life】“50祭”
- 2016年05月22日 - WALK INN STUDIO presents WALK INN FES! 2016
- 2016年06月19日 - O.Y.Z NO YAON
- 2016年07月17日 - JOIN ALIVE 2016
- 2016年08月06日 - 夏のビバヤング!4DAYS

## その他
銀杏BOYZの峯田和伸やサンボマスターの山口隆などのミュージシャンが、彼らに影響を受けたと公言している。また、ウルフルズのトータス松本は「俺は一時期、はる(Ba＆Vo大木温之)になりたかった」とインタビューで語っている。その他、芸能界では千秋や田村亮（ロンドンブーツ1号2号）がピーズ好きであり、シングル「底なし」は田村の希望によって、彼がロンドンブーツ1号2号として司会を務めるバラエティ番組『あなあきロンドンブーツ』のタイアップとなったというエピソードがある。
文学界では芥川賞作家の絲山秋子が、自身の作品『逃亡くそたわけ』の中で歌詞を引用した。この作品は映画化され、作中で「日が暮れても彼女と歩いてた」をはじめとするピーズの曲が挿入歌として使用された。
小説家の伊坂幸太郎と映画監督の山下敦弘が、それぞれTheピーズの「実験4号」を下にした短編小説、映画を箱入り仕様で講談社から2008年に発売している。